# Carbutamide
La Carbutamide è un farmaco ipoglicemizzante   e un antibatterico , appartenente alla prima generazione delle sulfaniluree . Non è più in commercio.